# Ugíjar
Ugíjar es una localidad y municipio español situado en la parte oriental de la comarca de la Alpujarra Granadina, en la provincia de Granada, comunidad autónoma de Andalucía. Limita con los municipios granadinos de Nevada, Válor, Alpujarra de la Sierra, Cádiar y Murtas, y con el municipio almeriense de Alcolea. Cuenta con una población de 2561 habitantes (INE 2024). Por su término discurren los ríos Ugíjar, Yátor, Alcolea, Picena, Cherín, Laroles, Mairena y Nechite.
El municipio ugijareño comprende los núcleos de población de Ugíjar —capital municipal—, Cherín, Jorairátar, Los Montoros y Las Canteras.

## Símbolos
Ugíjar cuenta con un escudo adoptado oficialmente el 29 de diciembre de 2008.

### Escudo
Su descripción heráldica es la siguiente:

De azur (azul), un castillo de oro (amarillo) mazonado de sable (negro), aclarado de gules (rojo), donjonado de tres torres, sumado a un monte de su color natural y surmontado de dos estrellas de cinco puntas de plata (blanco). En la parte inferior, orlado con divisa de plata cargada con la leyenda en letras de gules: Ciudad de Uxixar. Al timbre, corona real española cerrada.

El monte simboliza la tierra regada con la sangre derramada por los doscientos cuarenta cristianos viejos martirizados durante la rebelión morisca de la Alpujarra. El castillo representa la fidelidad a la corona de Castilla. Las estrellas representan a las dos advocaciones de la patrona de la ciudad: Virgen del Rosario y Virgen del Martirio, esta última adoptada tras la matanza referida anteriormente.

## Geografía

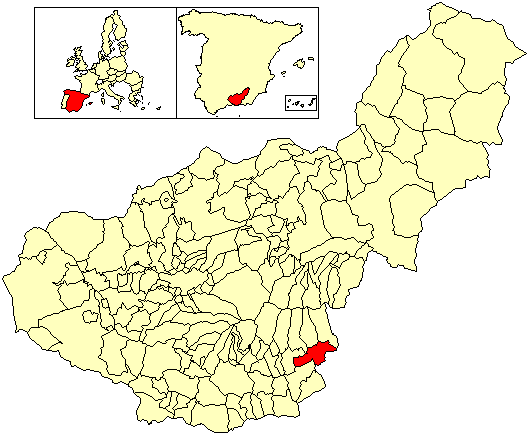
Extensión del municipio en la provincia de Granada

### Situación
Integrado en la comarca de la Alpujarra Granadina, se encuentra situado a 80 kilómetros de Almería, a 107 de la capital provincial, a 175 de Jaén y a 287 de Murcia.
| Noroeste: Cádiar y Alpujarra de la Sierra | Norte: Válor y Nevada      | Nordeste: Nevada      |
| Oeste: Cádiar                             |                            | Este: Alcolea (AL)    |
| Suroeste: Cádiar y Murtas                 | Sur: Murtas y Alcolea (AL) | Sureste: Alcolea (AL) |

## Demografía
Ugíjar cuenta con una población de 2561 habitantes (INE 2024).

### Evolución de la población
| Gráfica de evolución demográfica de Ugíjar entre 1842 y 2021 |
| |
| Población de derecho según los censos de población del INE Población de hecho según los censos de población del INEEn 1930 disminuye el término del municipio porque independiza a Cherín En 1972 crece el término del municipio porque incorpora a Cherín y Jorairátar |

## Economía

### Evolución de la deuda viva municipal
| Gráfica de evolución de Deuda viva del Ayuntamiento de Ugíjar entre 2008 y 2019                                |
| |
| Deuda viva del Ayuntamiento de Ugíjar en miles de Euros según datos del Ministerio de Hacienda y Ad. Públicas. |

## Política
Los resultados en Ugíjar de las últimas elecciones municipales, celebradas en mayo de 2023, son:
| Elecciones Municipales - Ugíjar (2023) | Elecciones Municipales - Ugíjar (2023)   | Elecciones Municipales - Ugíjar (2023) | Elecciones Municipales - Ugíjar (2023) | Elecciones Municipales - Ugíjar (2023) |
| Partido político                       | Partido político                         | Votos                                  | %Válidos                               | Concejales                             |
| -------------------------------------- | ---------------------------------------- | -------------------------------------- | -------------------------------------- | -------------------------------------- |
|                                        | Partido Socialista Obrero Español (PSOE) | 957                                    | 62,06 %                                | 8                                      |
|                                        | Partido Popular (PP)                     | 471                                    | 30,54 %                                | 3                                      |
|                                        | Vox (VOX)                                | 100                                    | 6,48 %                                 | 0                                      |

### Alcaldes
| Legislatura | Nombre                                      | Grupo     |
| ----------- | ------------------------------------------- | --------- |
| 1979-1983   | Antonio Reinoso Cobo                        | IND       |
| 1983-1987   | Baldomero López Martín                      | AP/PDP/UL |
| 1987-1991   | Francisco Serrano Hijano                    | PSOE      |
| 1991-1995   | Baldomero López Martín                      | IND       |
| 1995-1999   | Francisco de Asís Bienvenido Ortega Herrera | PSOE      |
| 1999-2003   | Francisco de Asís Bienvenido Ortega Herrera | PSOE      |
| 2003-2007   | Francisco de Asís Bienvenido Ortega Herrera | PSOE      |
| 2007-2011   | Francisco de Asís Bienvenido Ortega Herrera | PSOE      |
| 2011-2015   | María Remedios Álvarez Rodríguez            | PP        |
| 2015-2019   | Federico López Maldonado                    | PSOE      |
| 2019-2023   | Federico López Maldonado                    | PSOE      |
| 2023-act.   | Federico López Maldonado                    | PSOE      |

## Comunicaciones

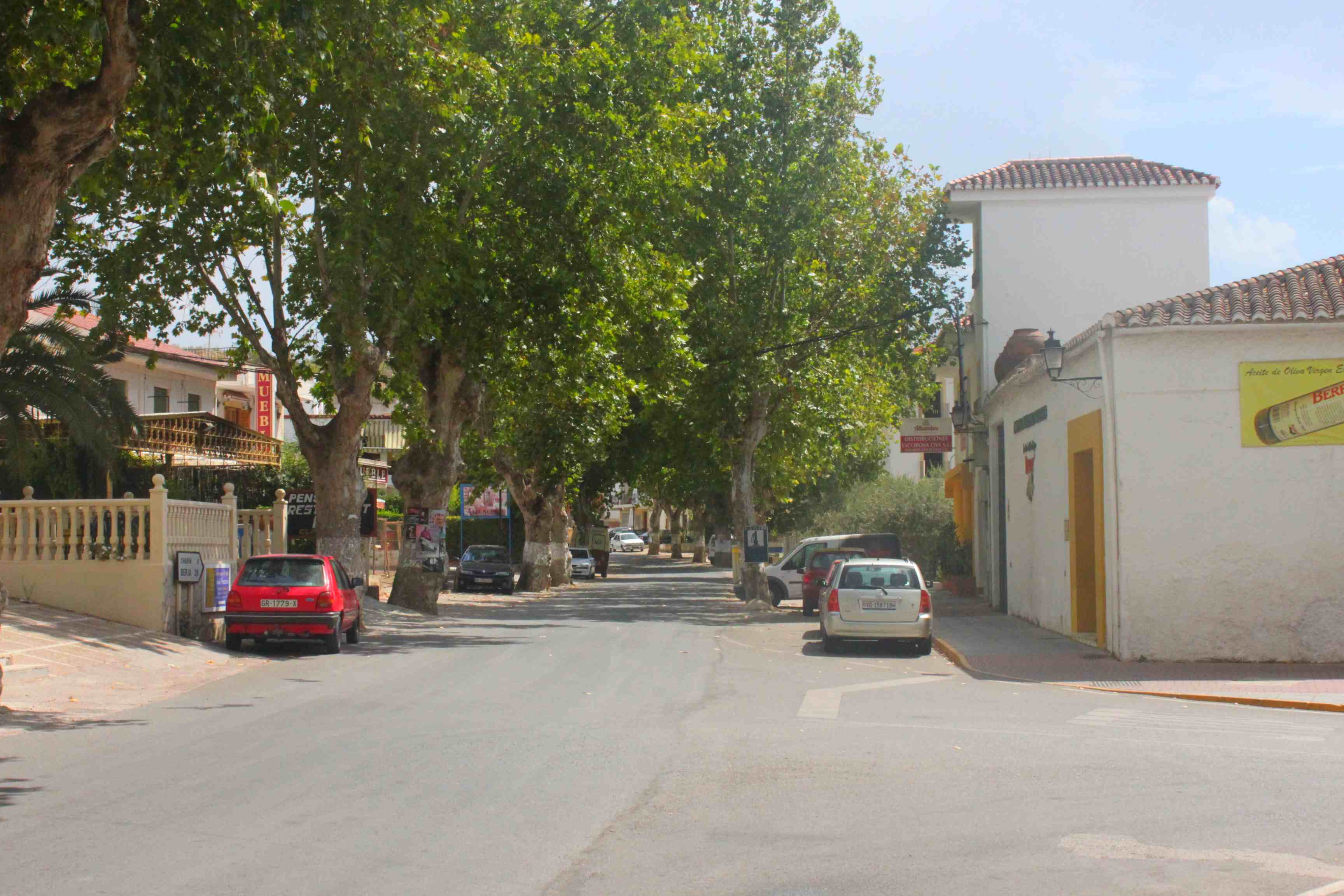
Carretera de Almería, calle principal de la localidad

### Carreteras
Las principales vías de comunicación que transcurren por el municipio son:
| Identificador | Denominación                                             | Itinerario                           |
| ------------- | -------------------------------------------------------- | ------------------------------------ |
| A-337         | De Cherín a La Calahorra                                 | Cherín - La Calahorra                |
| A-348         | Carretera de La Alpujarra                                | Béznar - Benahadux                   |
| A-4126        | De Ugíjar a Mecina Alfahar                               | Ugíjar - Mecina Alfahar              |
| A-4135        | De Ugíjar a Cherín                                       | Ugíjar - Cherín                      |
| A-4136        | De Ugíjar a Venta del Parral                             | Ugíjar - Venta del Parral            |
| GR-5202       | De A-345 (Venta del Empalme) a A-4136 (Los Blanquizales) | Venta del Empalme - Los Blanquizales |
| GR-6201       | De GR-5202 a Los Montoros                                | Los Blanquizales - Los Montoros      |

Algunas distancias entre Ugíjar y otras ciudades:
| Ciudades | Distancia (km) |
| -------- | -------------- |
| Órgiva   | 51             |
| Almería  | 80             |
| Granada  | 107            |
| Jaén     | 175            |
| Murcia   | 287            |

## Servicios públicos

### Sanidad
El municipio cuenta con un centro de salud con servicio de urgencias y dos consultorios médicos de atención primaria situados el primero en la calle Fuente del Arca, s/n, de Ugíjar; y los otros dos en la calle Placetilla, s/n, de Cherín y en el Barrio Alto, s/n, de Jorairátar, dependientes todos ellos del Área de Gestión Sanitaria Sur de Granada. El área hospitalaria de referencia es el Hospital Universitario San Cecilio (el PTS), situado en Granada capital.

### Educación
Los centros educativos que hay en el municipio son:
| Denominación Genérica             | Nombre del Centro                     | Naturaleza | Dirección                      |
| --------------------------------- | ------------------------------------- | ---------- | ------------------------------ |
| Sección de Educación Permanente   | S.E.P. "Maestro Luis Ortega Manrique" | Público    | C/ Hermanos Sánchez Velayos, 9 |
| Colegio Público Rural             | C.P.R. "Sánchez Velayos"              | Público    | C/ Almazara, s/n               |
| Instituto de Educación Secundaria | I.E.S. "Ulyssea"                      | Público    | C/ Casillas, s/n               |
| Escuela Infantil                  | E.I. "Virgen del Martirio"            | Público    | C/ Almazara, s/n               |

## Cultura

### Patrimonio
Patrimonio religioso

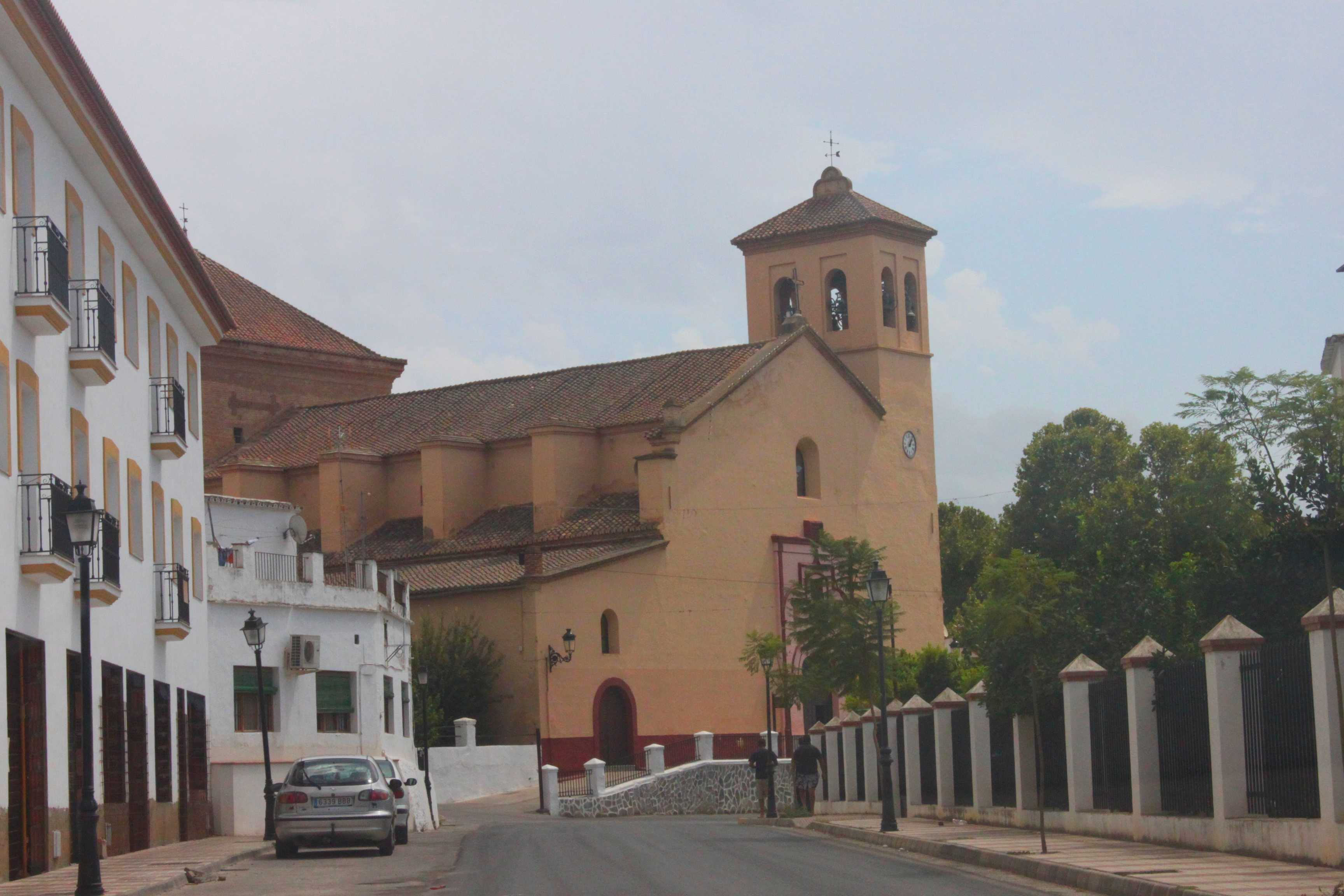
Iglesia de Nuestra Señora del Martirio

Cuenta con bienes de gran singularidad, de los que destaca de la iglesia de Nuestra Señora la Virgen del Martirio, única iglesia con portada gótico-mudéjar levantina en la comarca, y el convento franciscano de San Juan Bautista, único testimonio conventual en la Alpujarra Granadina. Además cuenta con tres ermitas de valor arquitectónico, histórico y paisajístico, como son las ermitas de San Antón, Santa Lucía y de la Aurora.
Casas señoriales
La casa del Escribano Mayor de la Alpujarra, Don Pedro López, es solo una de las quince casas señoriales que se encuentran en Ugíjar, que abarcan desde el siglo XVI hasta finales del XIX; de un gran valor arquitectónico y donde aparecen los escudos nobiliarios de las grandes personalidades históricas de La Alpujarra.
Urbanismo
En la calle Adelante, se observa el característico urbanismo medieval de la Alpujarra Granadina, acompañado de tinaos y aleros de pizarra. Ugíjar cuenta también con lugares emblemáticos e históricos como la plaza de los Mártires de La Alpujarra y la plaza de la Constitución, antiguo zoco musulmán.
Museos

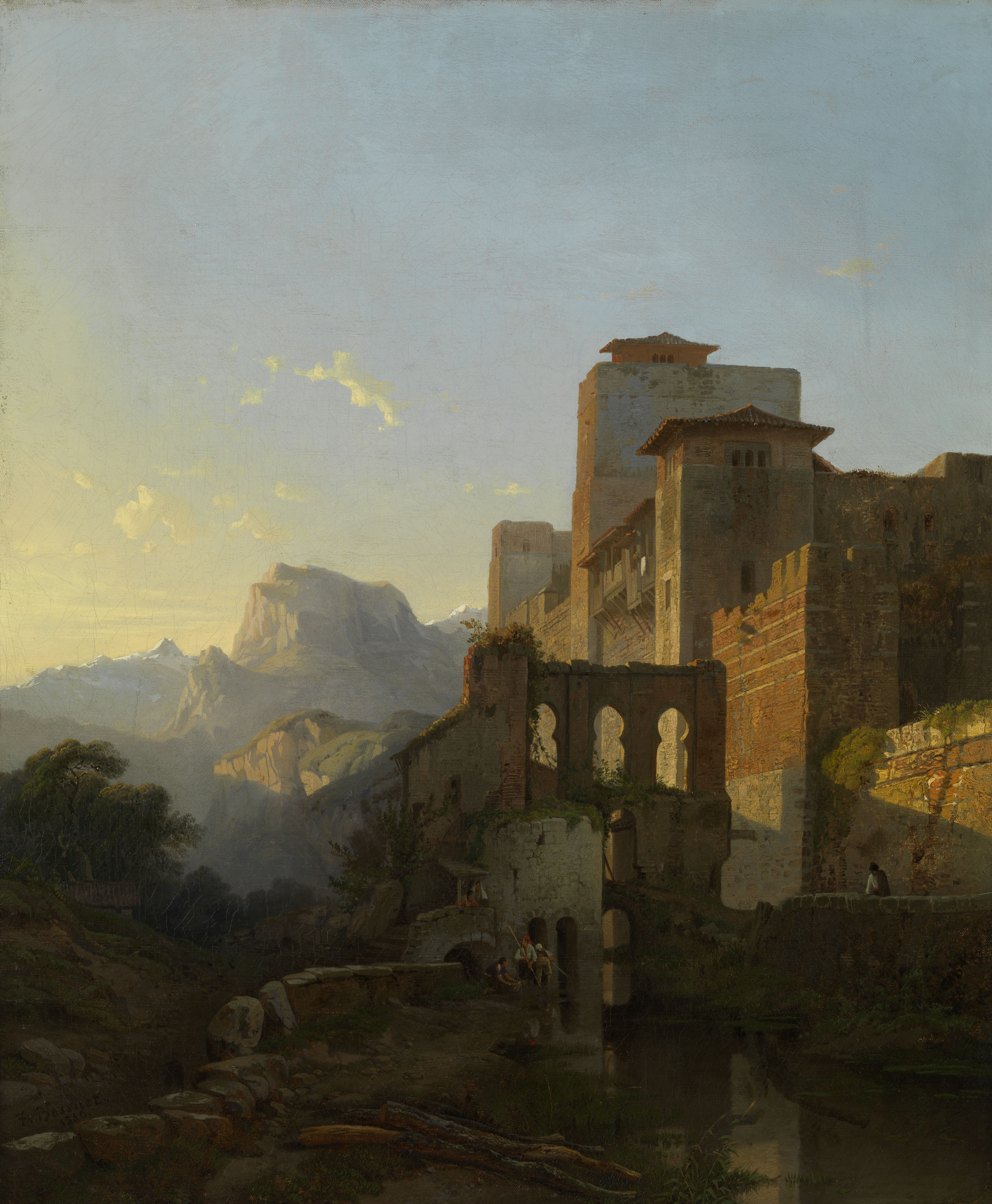
Cuadro "Paisaje de Ugíjar (sur de España)", pintado por François-Antoine Bossuet en 1850 y conservado en el Museo de Bellas Artes de Gante

Completa su riqueza patrimonial con dos centros, el Centro de Patrimonio Cultural de La Alpujarra, espacio referente para la difusión del territorio alpujarreño, y el Centro de Interpretación de La Alpujarra, con su desarrollo temático sobre la geografía, la historia y el patrimonio cultural y etnográfico de La Alpujarra. En este último se encuentra también el archivo histórico que contiene en corpus documental más importante de la comarca.

### Fiestas
Entre sus celebraciones más importantes destaca la feria y fiestas en honor a la Virgen del Martirio, del 10 al 14 de octubre.
Expoalpujarra es una feria de turismo, artesanía y productos tradicionales de La Alpujarra. Se celebra en el puente de la Inmaculada Concepción, a primeros de diciembre.
El último fin de semana de julio tienen lugar las fiestas del barrio de La Plaza. El primer fin de semana de agosto las del barrio de La Aurora, y el segundo fin de semana de agosto las del barrio del Cerro.

### Gastronomía
La variedad gastronómica es amplia. Su microclima permite el cultivo de hortalizas y de árboles frutales en su vega. Algunos de los platos que de manera casi exclusiva se pueden degustar en Ugíjar son:
Liberal
El origen de este plato se atribuye a los cazadores, ya que se elabora con carne de caza, perdiz, liebre, palomas, etc. En su preparación se utilizan almendras fritas, ajos fritos y crudos, pimienta, todo ello triturado y añadido a la carne previamente frita; se deja cocer con mucho caldo y se le añade un poco de arroz cuando ya está prácticamente terminado.
Migas
Las migas en Ugíjar se hacen con ajos, sémola de trigo y aceite de oliva. 
Acompañadas con pimientos secos fritos, tomates secos fritos, rábanos y unas sardinas asadas, o bien con chorizo, morcilla y tocino.
Dulces
En Ugíjar, se elaboran de manera artesanal dulces como los soplillos de almendra, la calabaza confitada o el turrón de almendra.